# Jean-François Gaspard Noizet de Saint-Paul
Pour les articles homonymes, voir Noizet (homonymie).
Jean-François Gaspard Noizet de Saint-Paul, né le 2 novembre 1749 à Hesdin (Pas-de-Calais), mort le 3 août 1837 à Barly (Pas-de-Calais), est un militaire et député français de la Révolution et de l’Empire.

## États de service
Après trois ans d’études préliminaires, il entre comme lieutenant en second à l’école du génie de Mézières le 1er janvier 1769, et devient lieutenant en premier le 1er janvier 1771. Il reçoit son brevet de capitaine le 8 avril 1779.
Employé dans différentes places frontières, pendant les premières années de la révolution, il est fait chevalier de Saint-Louis le 16 octobre 1791. Il est nommé chef de bataillon le 22 septembre 1794, et chef de brigade provisoire le 27 février 1796, par les représentants en mission auprès de l’armée du Nord. 
Le 1er août 1799, il est appelé au commandement de la direction du génie de la place d’Arras, poste qu’il conserve jusqu’à sa retraite. En l’an IX, il est détaché quelque temps au comité des fortifications à Paris, puis sur les côtes de Boulogne, sous les ordres de l’amiral Latouche-Treville, où il se fait remarquer pendant de l’attaque anglaise par l’escadre de l’amiral Nelson.
Rentré dans sa direction l’année suivante, il est fait chevalier de la Légion d’honneur le 11 décembre 1803, et officier de l’ordre le 14 juin 1804. Membre du collège électoral du département du Pas-de-Calais, il est élu par le Sénat conservateur député de son département au Corps législatif le 2 mai 1809.
Lors de la première restauration, il est fait commandeur de Saint-Louis en 1814, et il est admis à la retraite le 1er août 1815, avec le grade de maréchal de camp honoraire.
Il meurt le 3 août 1837 à Barly.

## Distinctions
- Commandeur de l'Ordre royal et militaire de Saint-Louis
- Officier de la Légion d'honneur

## Mandat électif
- Député du Pas-de-Calais du 2 mai 1809 au 4 juin 1814.

## Sources
- A. Lievyns, Jean Maurice Verdot, Pierre Bégat, Fastes de la Légion-d'honneur, biographie de tous les décorés accompagnée de l'histoire législative et réglementaire de l'ordre, Tome 3, Bureau de l’administration, 1844, 529 p. (lire en ligne), p. 394.
- « Cote LH/2001/14 », base Léonore, ministère français de la Culture
- sur Assemblée nationale
- Léon Hennet, Etat militaire de France pour l’année 1793, Siège de la société, Paris, 1903, p. 313.
- Alex Mazas, Histoire de l'ordre royal et Militaire de Saint-Louis depuis son institution, jusqu'en 1830, Tome 2, Firmin Didot frère, Paris, 1860, p. 471.
- Alex Mazas, Histoire de l'ordre royal et Militaire de Saint-Louis depuis son institution, jusqu'en 1830, Tome 3, Firmin Didot frère, Paris, 1861, p. 271.